# Avions de Transport Régional

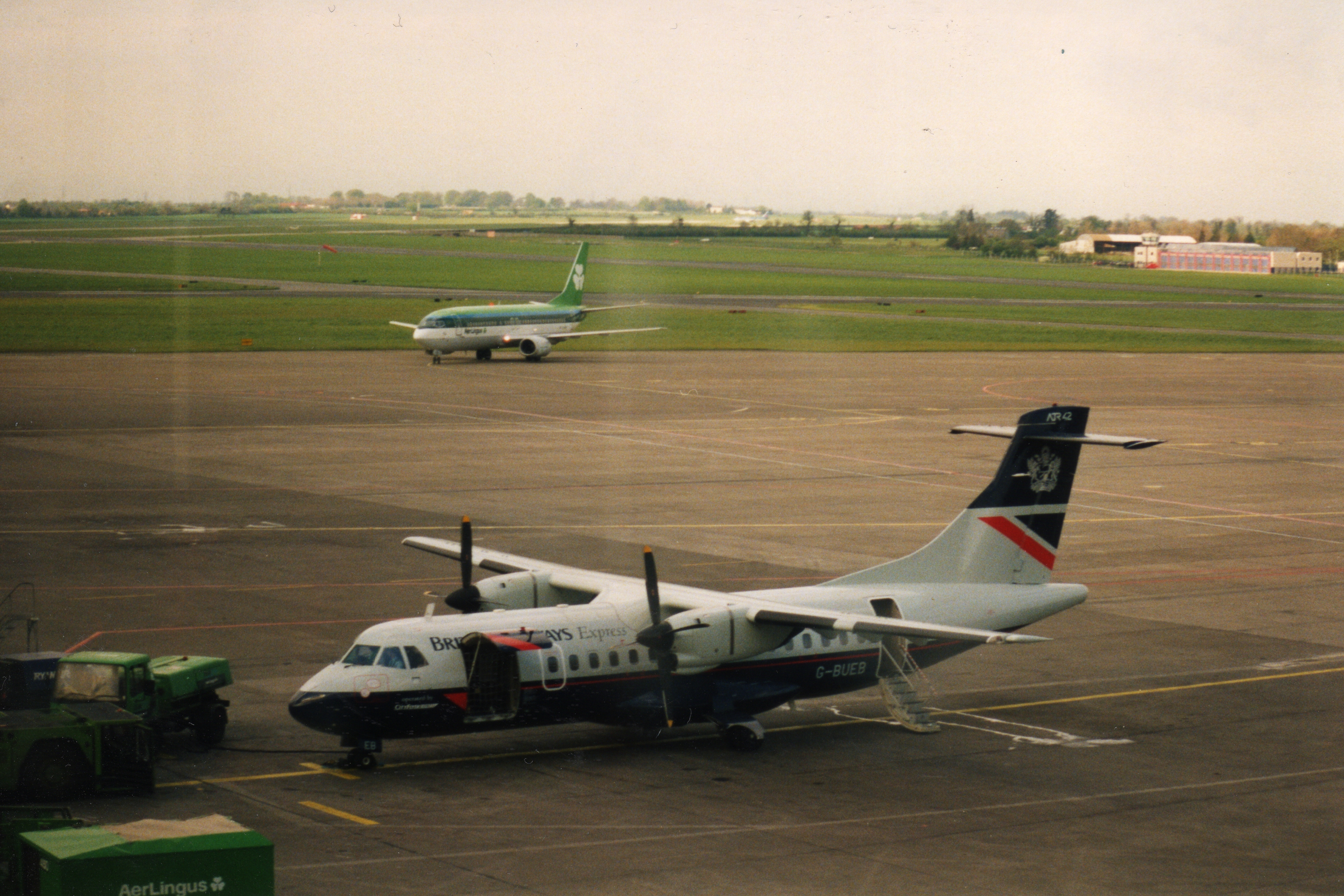
ATR 42-300, British Airways

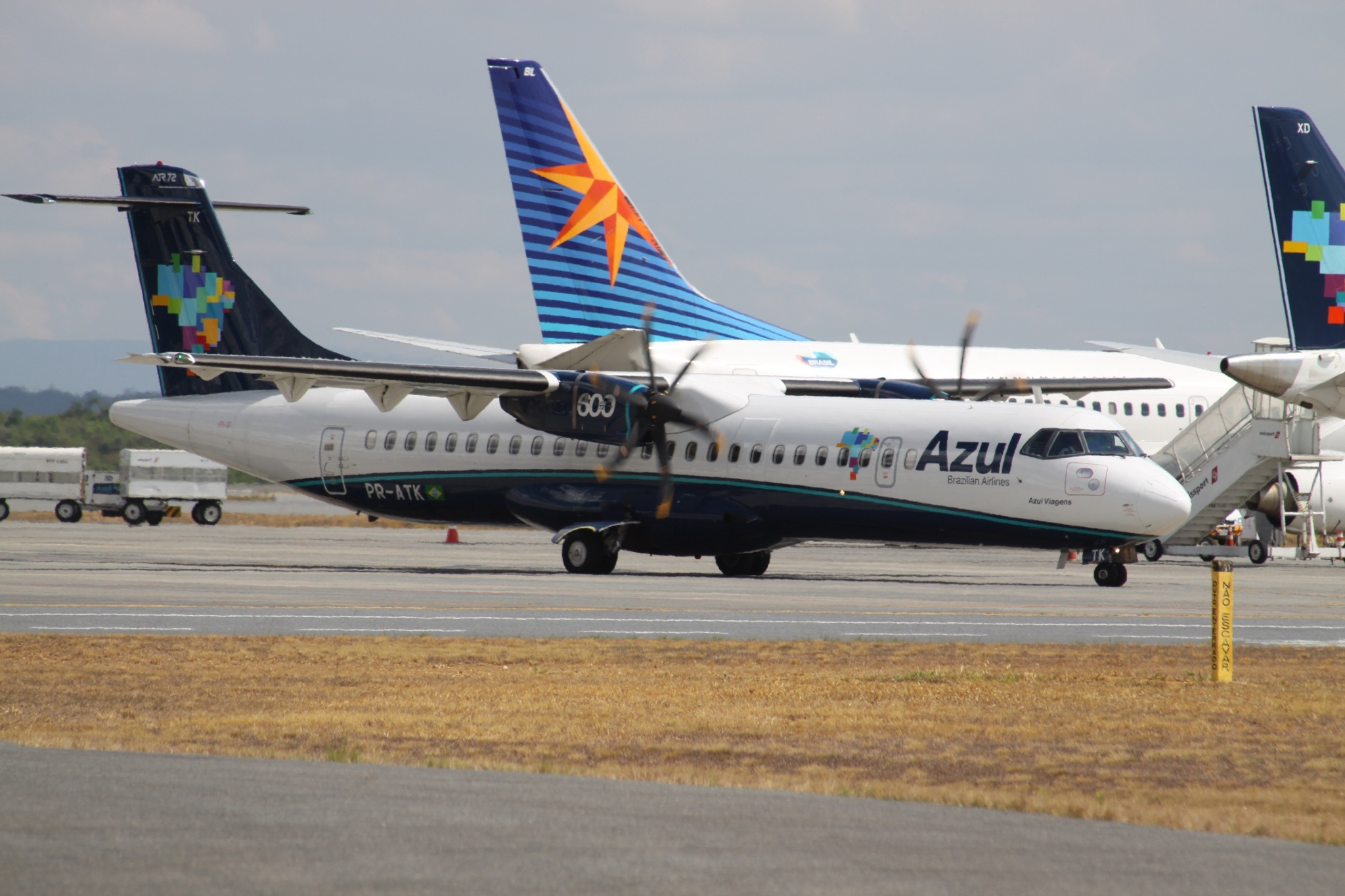
ATR 72-600, Azul Linhas Aéreas

A Avions de Transport Régional (ATR) é uma empresa Franco-italiana de fabricação de aeronaves formada em 1981, pela Aérospatiale, da França (actualmente Airbus) e pela Aeritalia, da Itália. Produz os modelos ATR-42 e o ATR-72.
As asas do avião são fabricadas pela Airbus Sogerma, em Bordeaux. A montagem final, voos de teste, certificação e entregas, são da responsabilidade da ATR em Toulouse.

## Aviões produzidos pela empresa
- ATR-42 (1984 - presente)
- ATR-72 (1988 - presente)

## História
1o voo do ATR 42-500: 16 de setembro de 1994
1o voo do ATR 72-500: 19 de janeiro de 1996
1o voo do ATR 72-600: 24 de julho de 2009
1o voo do ATR 42-600: 4 de março de 2010